# Stazione di Bellgrove
La stazione di Bellgrove è una stazione ferroviaria situata nel quartiere East End, nella periferia orientale di Glasgow, in Scozia. Si trova sulla North Clyde Line ed è gestita da Abellio ScotRail, una sussidiaria di Nederlandse Spoorwegen.
È una stazione a banchina centrale e fa da interscambio per le linee dirette a Springburn ed Edimburgo Waverley. Si trova a circa 2 chilometri dal Celtic Park.

## Storia

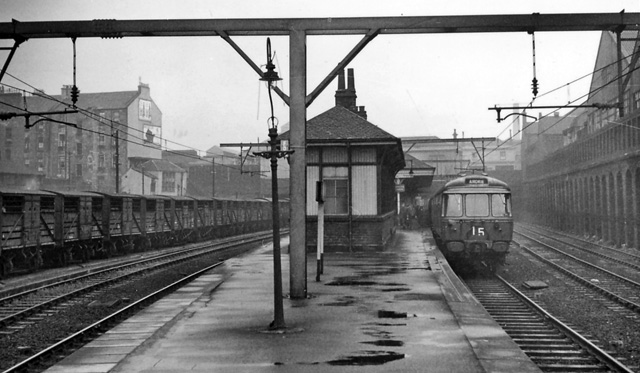
La stazione nel 1961.

La stazione è stata aperta nel 1871 e nel 1875 è stata collegata alla linea che unisce Glasgow a Edimburgo.
Il 6 marzo 1989 uno scontro tra due treni nella stazione ha causato la morte di due persone.